# Rajsko (Oświęcim)

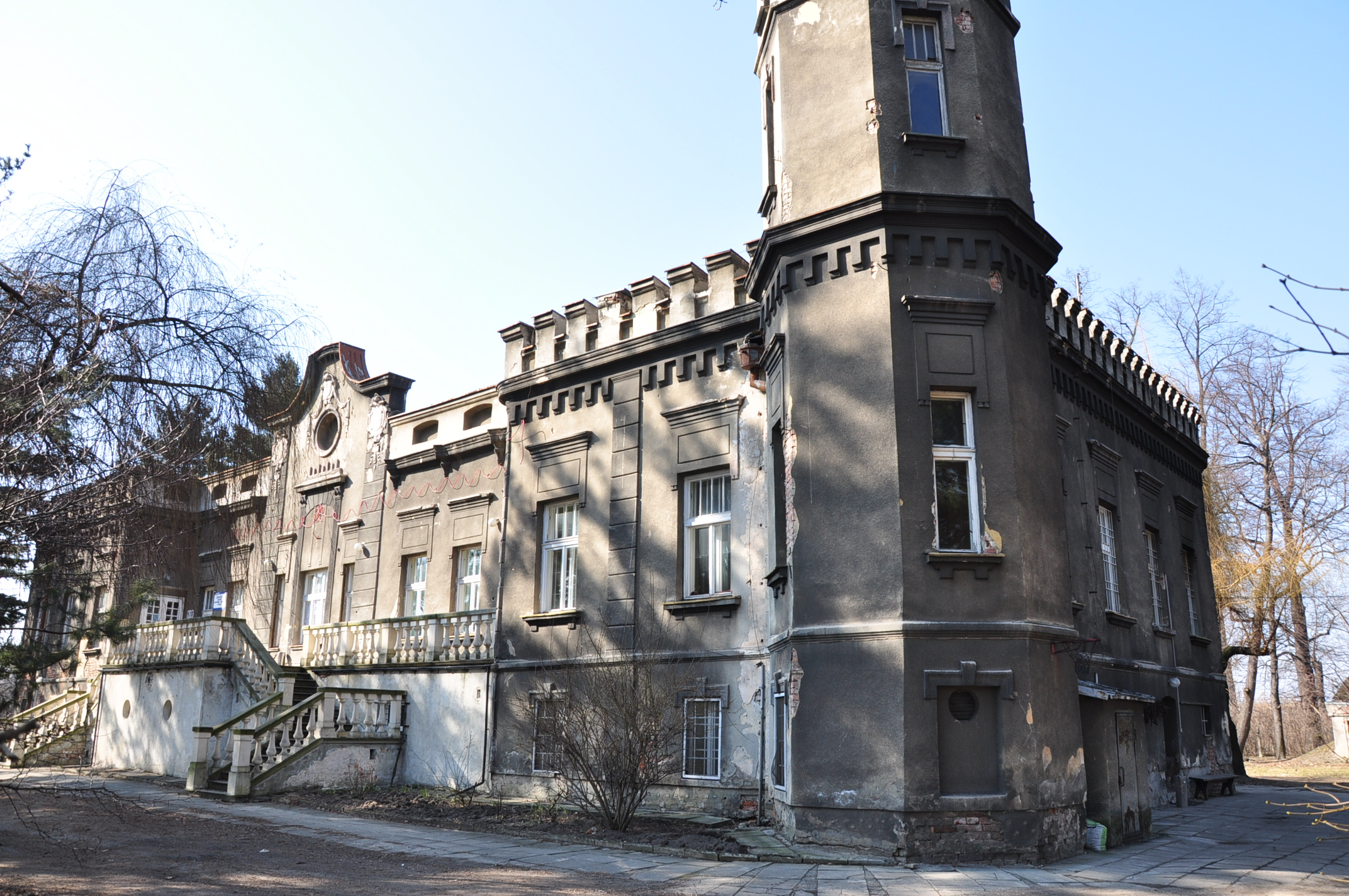
Palast

Rajsko (deutsch Raisko) ist eine Ortschaft mit einem Schulzenamt der Landgemeinde Oświęcim im Powiat Oświęcimski der Woiwodschaft Kleinpolen.

## Geographie
Rajsko liegt im Auschwitzer Becken (Kotlina Oświęcimska), an der Soła.
Nachbarorte sind die Stadt Oświęcim im Norden, Grojec (Stawy Grojeckie) im Osten, Wilczkowice im Süden, die Stadt Brzeszcze im Südwesten, Harmęże im Westen, Pławy im Nordwesten.

## Geschichte
Der Ort wurde 1272 erstmals urkundlich als Raysko erwähnt. In diesem Jahr wurde es vom Herzog Wladislaus I. von Oppeln dem Herman Surnagel geschenkt, um unter deutschem Recht wieder gegründet zu werden. Der Name stammt aus dem Wort raj (deutsch Paradies).
Politisch gehörte das Dorf ursprünglich in der Zeit des polnischen Partikularismus zum Herzogtum Oppeln-Ratibor (Kastellanei Auschwitz). Das Herzogtum wurde 1281 nach dem Tod von Wladislaus I. von Oppeln geteilt. Seit 1290 gehörte das Dorf zum Herzogtum Teschen und seit 1315 zum Herzogtum Auschwitz. Seit 1327 bestand die Lehnsherrschaft des Königreichs Böhmen, im Jahre 1457 wurde das Dorf von Polen abgekauft und als Raysko erwähnt.
Bei der Ersten Teilung Polens kam Rajsko 1772 zum neuen Königreich Galizien und Lodomerien des habsburgischen Kaiserreichs (ab 1804).
1918, nach dem Ende des Ersten Weltkriegs und dem Zusammenbruch der Habsburgermonarchie kam Rajsko zu Polen, unterbrochen durch die deutsche Besetzung im Zweiten Weltkrieg. Das KZ-Außenlager Raisko bestand dort von Juni 1943 bis zur Befreiung von Auschwitz am 27. Januar 1945.
Von 1975 bis 1998 gehörte Rajsko zur Woiwodschaft Bielsko-Biała.